# Eriswil
Eriswil ist eine politische Gemeinde im Verwaltungskreis Oberaargau des Kantons Bern in der Schweiz.

## Geographie

Luftbild aus 3000 m von Walter Mittelholzer (1923)

Das Gemeindegebiet umfasst in erster Linie den obersten Teil des Langetetals. Seine östliche Gemeindegrenze ist zugleich die Kantonsgrenze zum Kanton Luzern. Östlich von der Gemeinde liegen die Gemeinden Luthern und Ufhusen, im Norden Huttwil, im Westen Wyssachen und im Süden Wasen, Gemeinde Sumiswald.
Auf Eriswiler Gemeindegebiet, das sich neben dem Ortskern grösstenteils aus landwirtschaftlich genutztem Kultur- und Weideland sowie Waldgebiet zusammensetzt, entspringt auch die Langete, die dem langgezogenen Tal, mit dem Hauptort Langenthal, seinen Namen gibt.

## Verkehr
Das Gemeindegebiet ist nur durch Verbindungsstrassen erschlossen. 
Am 1. September 1915 wurde die Bahnstrecke Huttwil–Eriswil eröffnet. Am 31. Mai 1975 wurde der Personenverkehr auf dieser Strecke eingestellt und die Linie am 27. Mai 1978 aufgehoben, anschliessend abgebrochen. Anstelle der Bahnlinie verkehrt heute eine Autobuslinie von Huttwil nach Eriswil (Kursbuchlinie 30.491).

## Wappen
Blasonierung
In Rot ein grüner schwebender Sechsberg (1:2:3 Berge)
Das Wappen entspricht demjenigen der Freiherren von Grünenberg, deren Wappenschild in Silber gehalten ist. Eriswil gehörte ihnen im 14. Jahrhundert als Teil der Herrschaft Rohrbach BE.

## Bilder

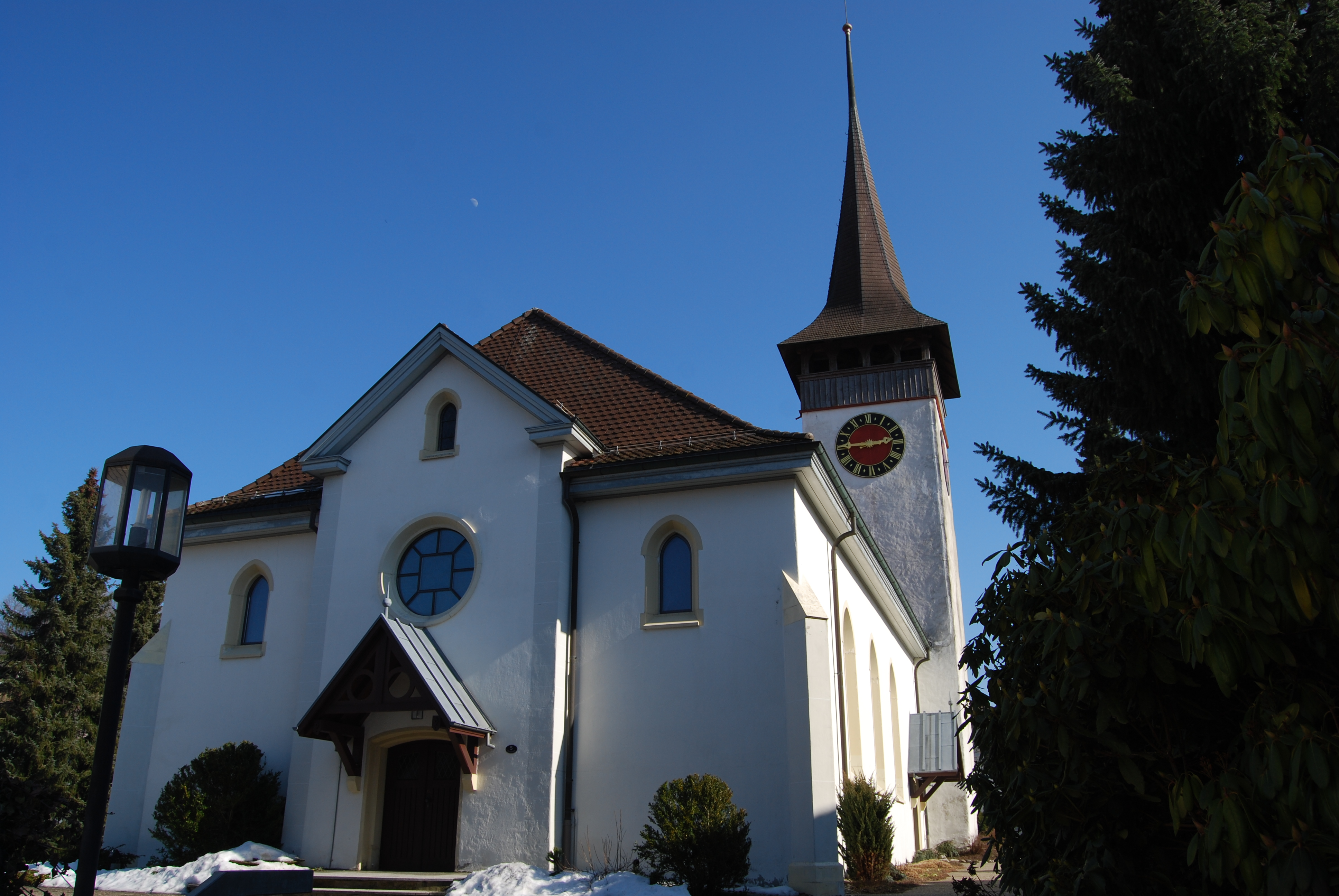
Reformierte Kirche Eriswil
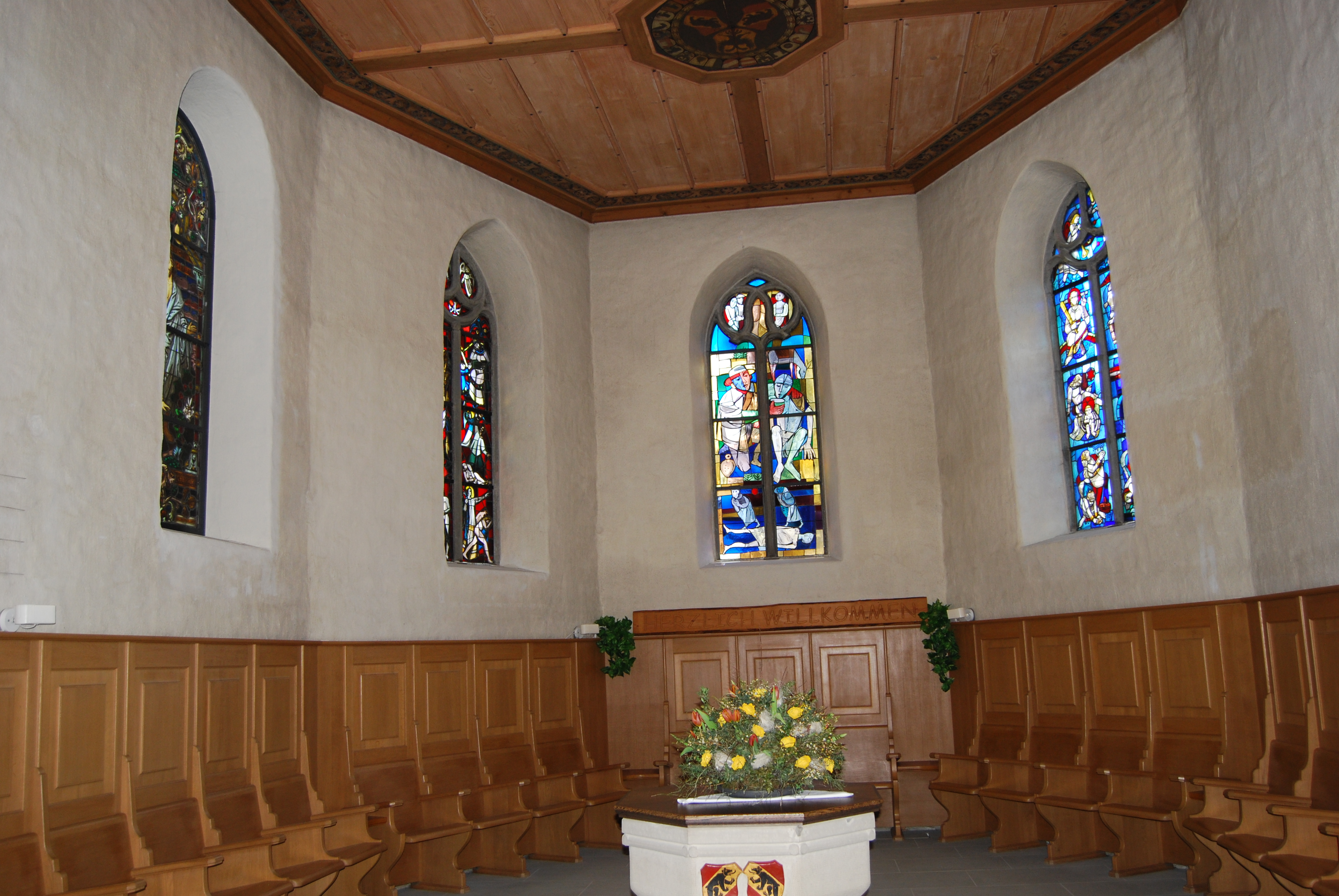
Glasmalereien in der Kirche
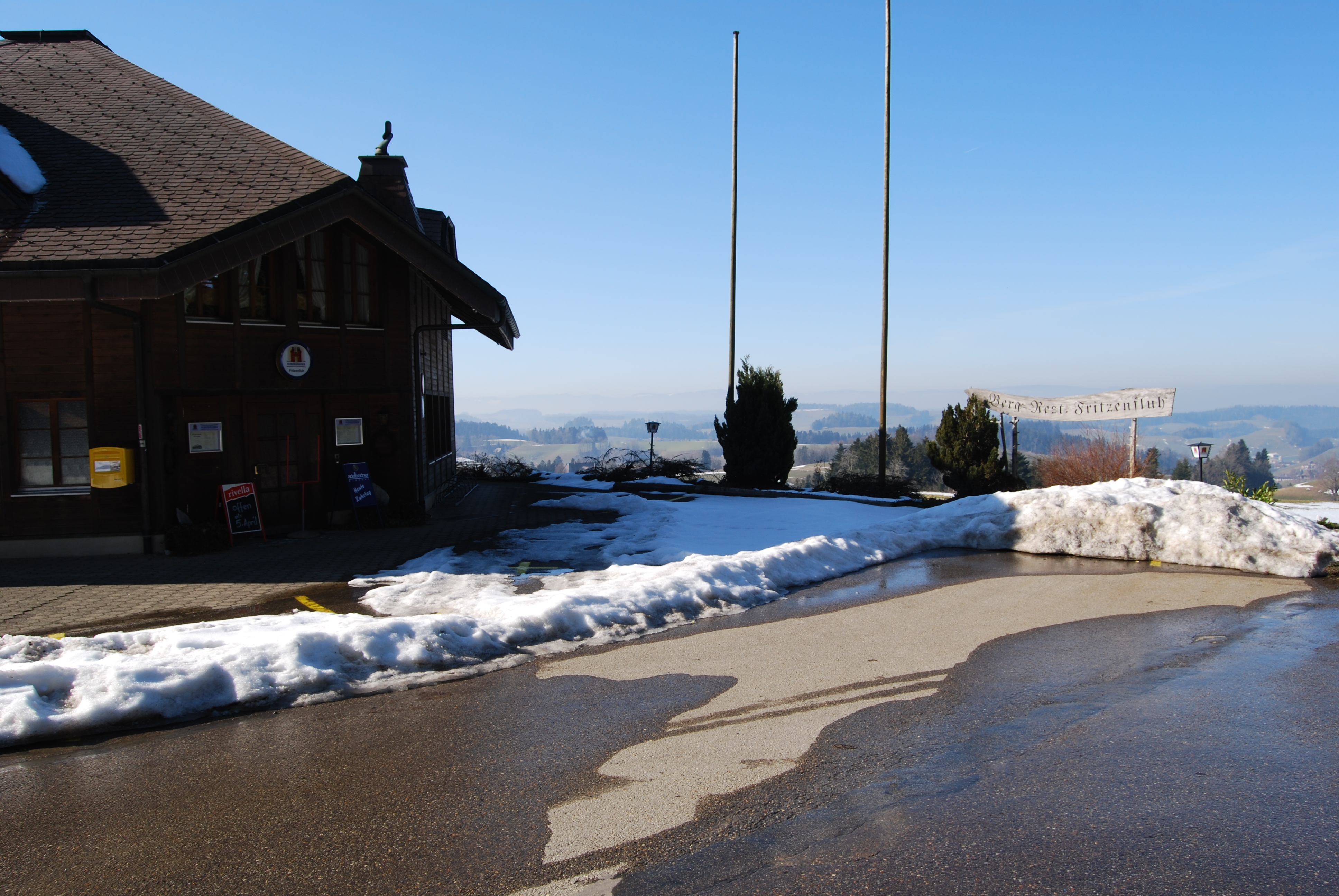
Bergrestaurant «Fritzenfluh»
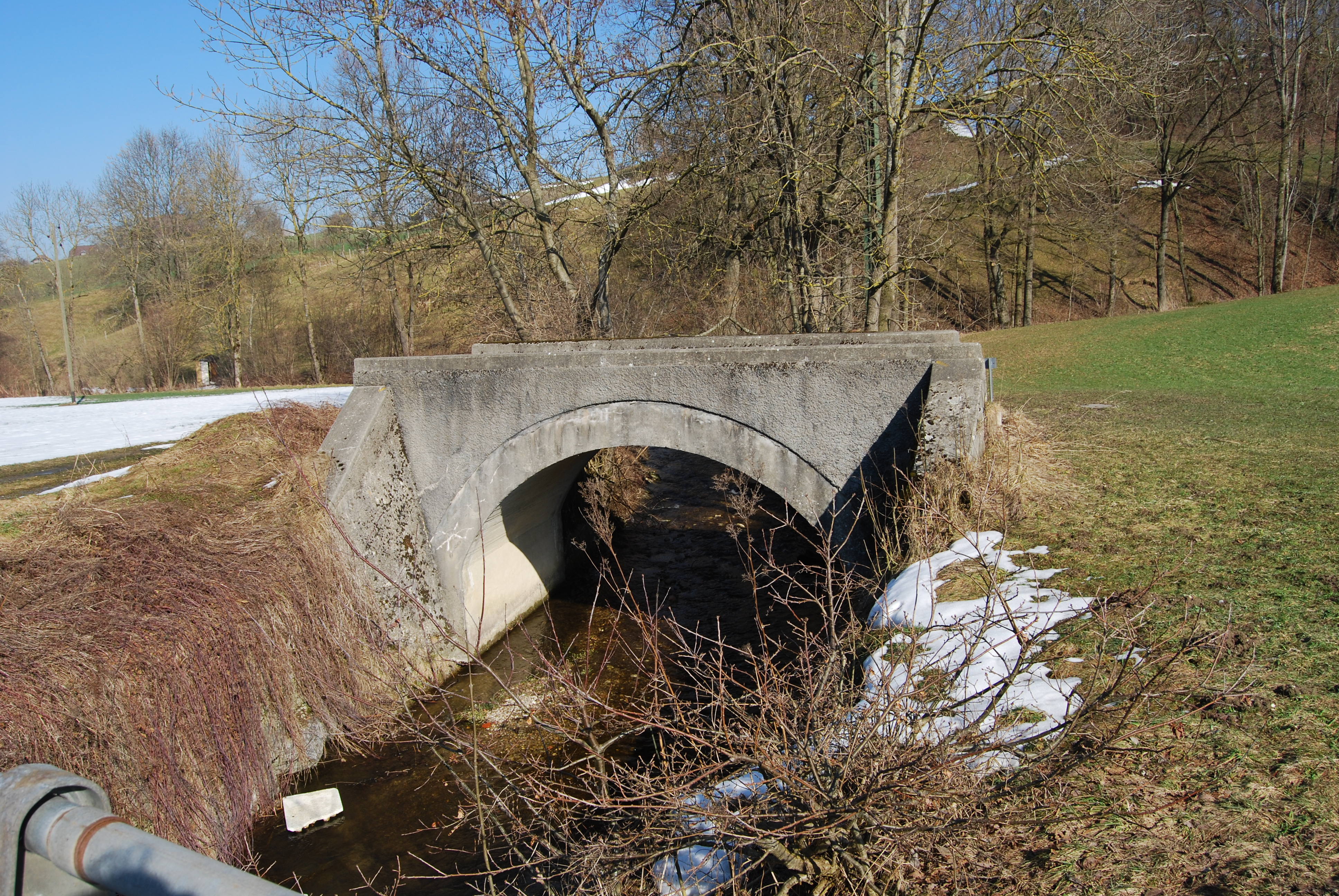
Thanbrücke, ehemalige Strassen- (Kunststrasse 19. Jh.)[6] und Eisenbahnbrücke (1915–1975)[7] über die Langete
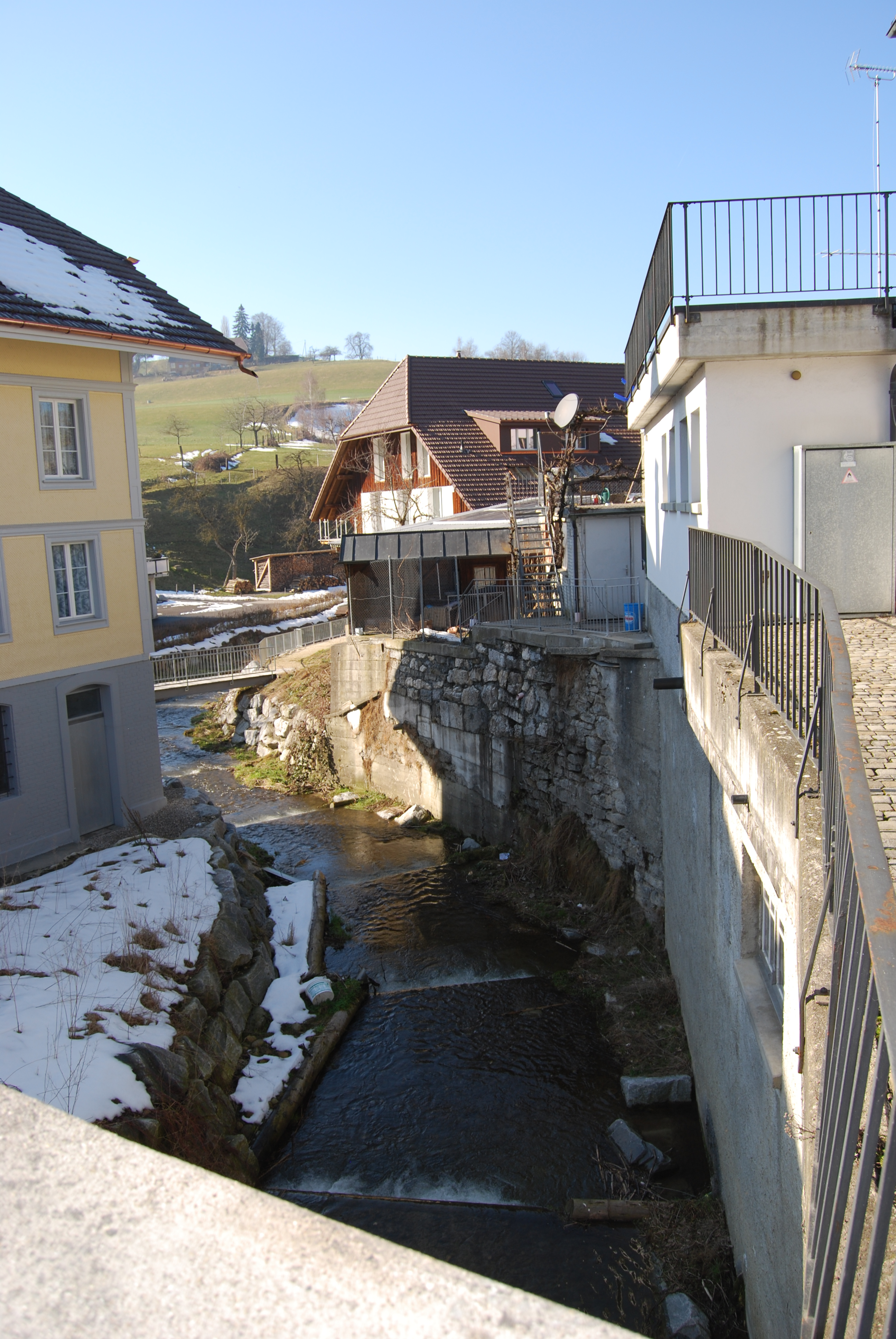
Die Langete im Dorfzentrum
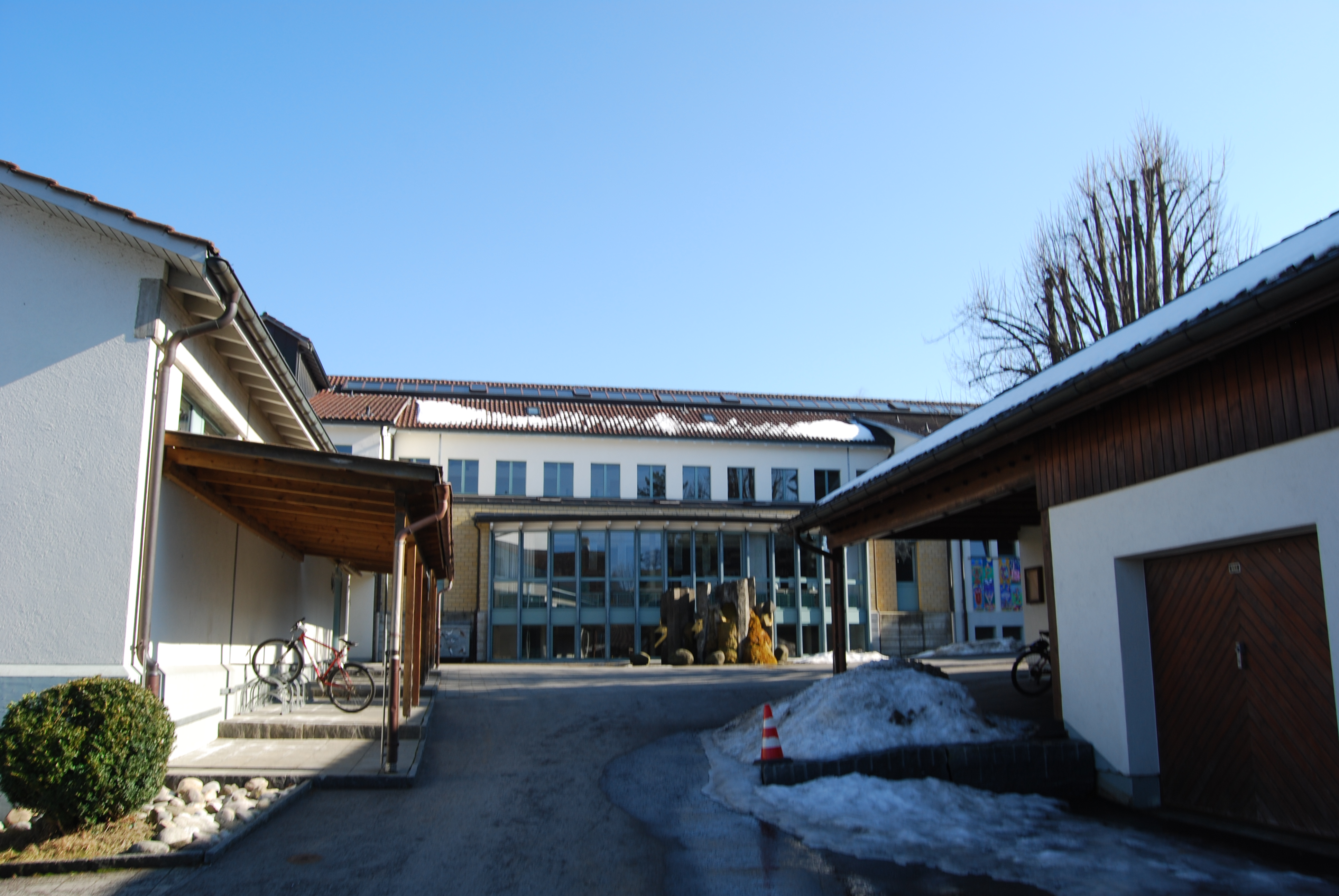
Schulhaus
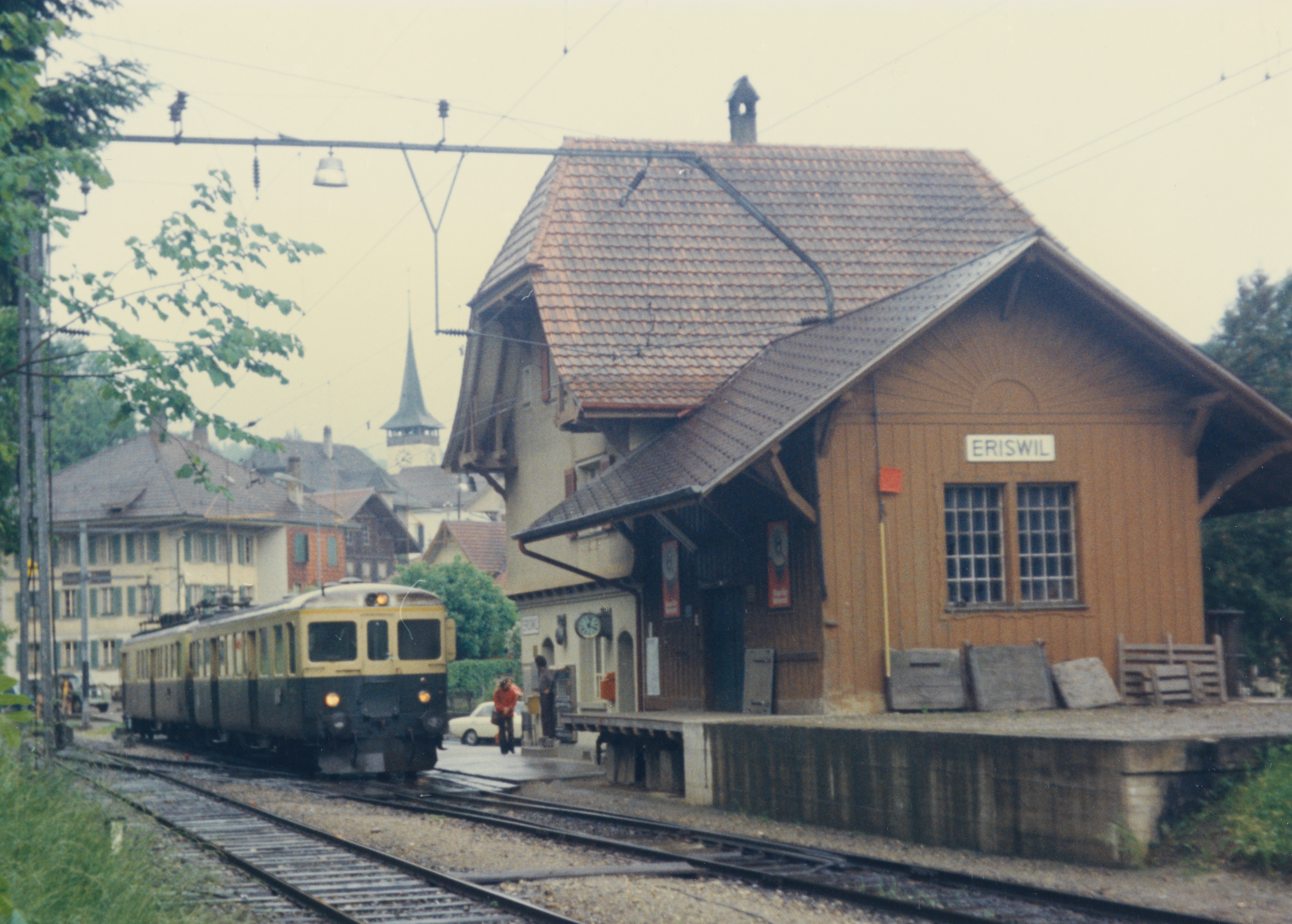
Ehemaliger Bahnhof, ca. 1990

## Persönlichkeiten
- Rudolf Schmid (* 1822 in Eriswil; † 1903 in Burgdorf), Unternehmer und Politiker, Nationalrat
- Théo Wenger (* 1868 in Eriswil; † 1928 in Basel), Messerfabrikant Wenger & Co